# 2638 Gadolin
2638 Gadolin (1939 SG) là một tiểu hành tinh vành đai chính được phát hiện ngày 19 tháng 9 năm 1939 bởi Vaisala, Y. ở Turku.